# Eystein Ier de Norvège
Pour les articles homonymes, voir Magnusson.
Eystein I (Øystein Magnusson) (1088-1123) fut co-roi de Norvège de 1103 à 1123.

## Biographie
Øystein Magnusson est un fils de Magnus III Barfotr. Il régna dans la partie nord de la Norvège en bonne entente avec ses frères Sigurd Ier et Olaf IV. Pendant l'absence de son frère Sigurd il administre l'ensemble du royaume avec une grande habileté et réussit à incorporer la province frontière de la Suède, le Jämtland à la Norvège. Il sert ensuite de médiateur lors du conflit entre son frère et le Lendermand Sigurd Ranesson un vieil ami et compagnon de leur père, époux de leur tante Skjaldvaar qui était soupçonné d'avoir détourné des taxes royales. Il est à l'origine du commencement de la construction de l'église Saint-Michel de Bergen et de l'établissement d'un monastère à Nordness. Eystein Magnusson mourut de maladie à l'âge de 35 ans le 29 août 1123 à Hustad dans le Romsdal et fut inhumé dans l'église du Christ à Trondheim.

## Postérité
Eystein s'était marié avec Ingebjørg, fille de Guttorm de Steig. Leur fille unique Maria Øysteinsdatter épousa plus tard Gudbrand Skafhoggson. Le fils de ce couple, Olav Gudbrandsson (1150-1169), fut ensuite sous le nom de Olav Ugjæva, prétendant au trône de Norvège contre Magnus V de Norvège entre 1161 et sa mort de maladie au Danemark en 1169.

## Sources
- Heimskringla de Snorri Sturluson
- (en) Sagas of the Norse Kings Publié par Read Books, 2008  (ISBN 1443738247). Livre XIII « The sons of Magnus » p. 276-319.
- (no) Claus Krag, « Øystein 1 Magnusson », Norsk biografisk leksikon, consulté le 5 octobre 2013.